# 寝屋川市立図書館
寝屋川市立図書館（ねやがわしりつ としょかん）は、大阪府寝屋川市にある公立図書館。
寝屋川市が管理運営する図書館には、中央図書館、東図書館、寝屋川市駅前図書館（愛称：キャレル）の3図書館と、西北分室、南分室、東北分室、西南分室、西分室の5分室、移動図書館「おきがる号」、「ねやがわ電子図書館」がある。

## 歴史
1970年5月市民会館内に図書館がオープン。1977年11月総合センター内に中央図書館がオープンし、市民会館の図書館は東図書館となった。2013年4月アドバンスねやがわ2号館に寝屋川市駅前図書館がオープンした。

### 大阪府北部地震の影響
2018年6月の大阪府北部地震により、池田西町の総合センター内にあった中央図書館は被害を受け長期休館となった。2019年4月、池田新町に中央図書館臨時分室を開室した。2021年8月、寝屋川市駅前のアドバンスねやがわ1号館4階に、新しく中央図書館が開館した。同月に臨時分室跡は西分室となり、寝屋川市駅前図書館は児童書を中心としたこども図書館としてリニューアルされた。

## サービス
貸出カードは、寝屋川市内に在住、在学、在勤している人、及び北河内広域利用者（枚方市、交野市、守口市、門真市、大東市、四條畷市のいずれかの市に在住、在学、在勤している人）であれば作成できる。
ただし、広域利用者は予約、リクエストが出来ない。
貸出冊数に上限は無く、3週間借りることが出来る。（ただし、ビデオ、CDはカード1枚につき1タイトル）

### 中央図書館
- 住所：早子町23-1-401（アドバンスねやがわ1号館4階）
- 平日：10:00～21:00
- 土曜･日曜･祝日：9:00～20:00
- 休館日：毎週月曜日（祝日の場合も）、12月29日～1月3日、特別整理期間

### 東図書館
- 住所：秦町41-1（寝屋川市民会館）
- 平日：9:30～18:30
- 土曜･日曜･祝日：9:30～17:00

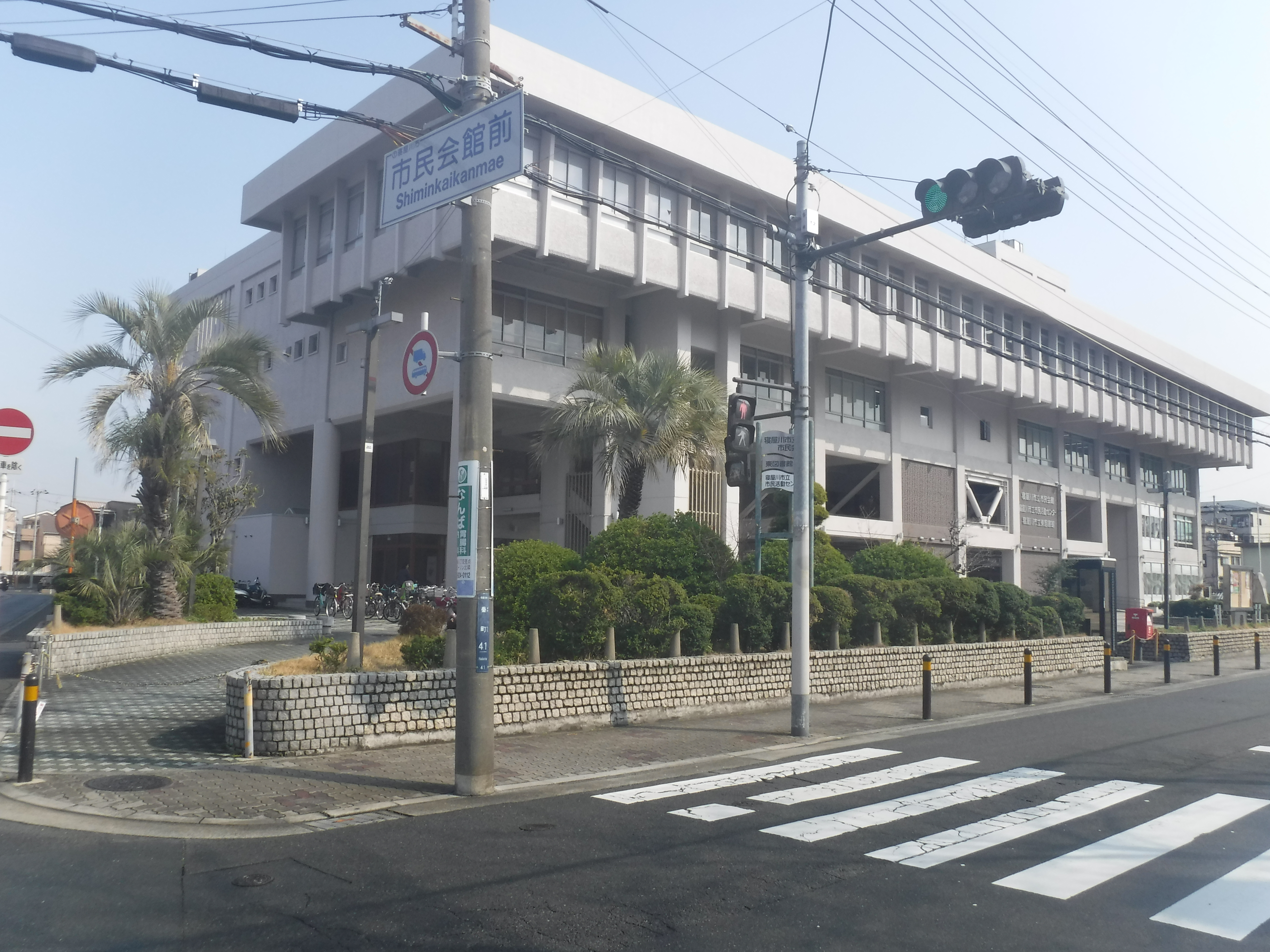
東図書館が入る寝屋川市民会館

- 休館日：第2月曜日（祝日の場合も）、12月29日～1月3日、特別整理期間

### 寝屋川市駅前図書館

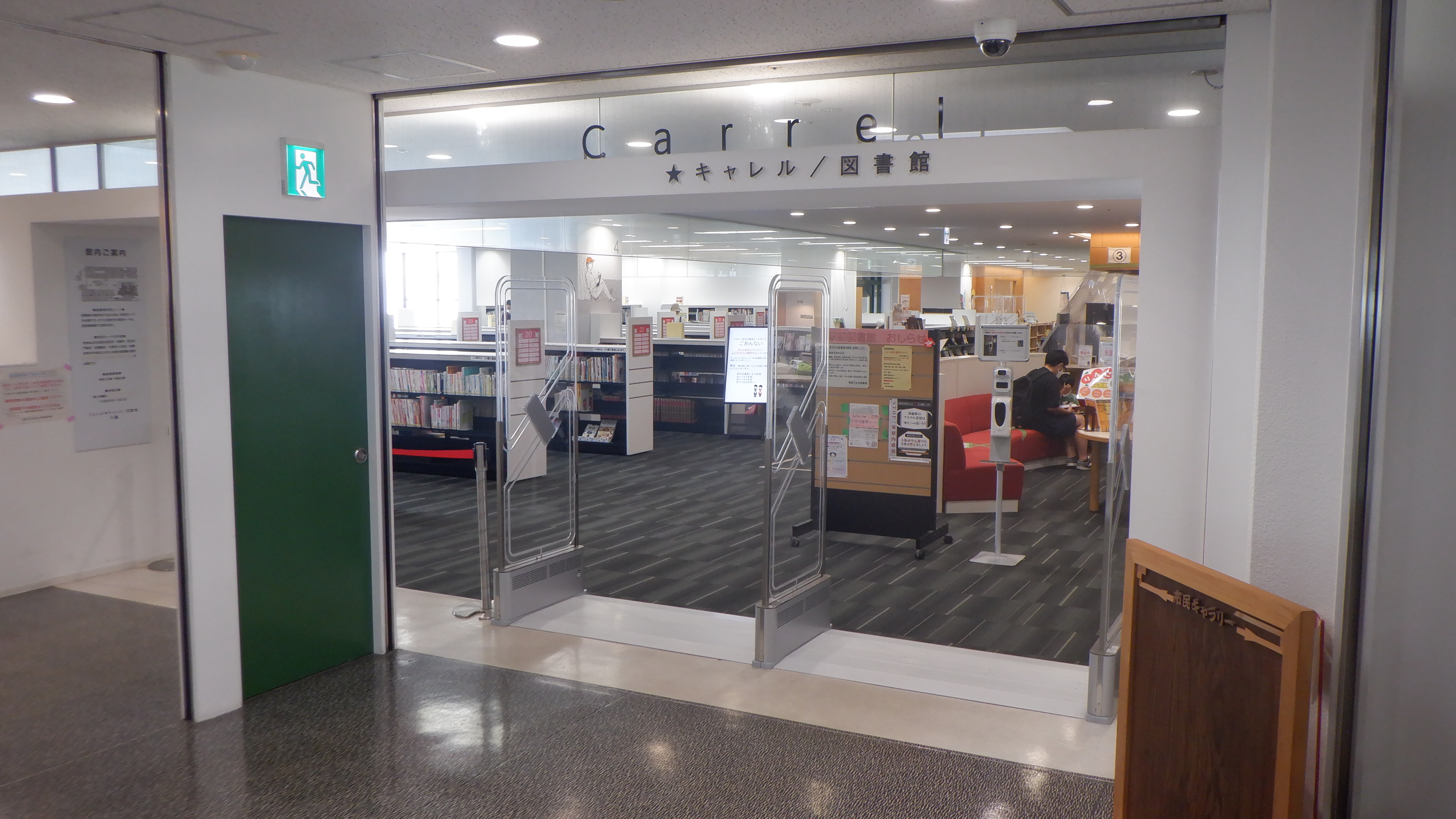
駅前図書館入り口

- 住所：早子町23-2（アドバンスねやがわ2号館3階）
- 10:00～21:00
- 休館日：第3木曜日（祝日の場合も）、12月29日～1月3日、特別整理期間

### 各分室
- 開室日：水曜・土曜・日曜（開室日が祝日の場合も開館）
- 水曜：13:00～16:30
- 土曜、日曜、祝日：10:00～16:00（ただし、12:00～13:00は休室）